# Tadeusz Rzemykowski
Tadeusz Zbigniew Rzemykowski (ur. 8 lipca 1946 w Jastrowiu, zm. 23 kwietnia 2022 w Złotowie) – polski polityk i ekonomista. Senator III, IV i V kadencji (1993–2005), w latach 1997–2001 wicemarszałek Senatu IV kadencji.

## Życiorys
Pochodził z rodziny wysiedlonej ze Stryja. Ukończył Technikum Ekonomiczne w Pile oraz studia na Wyższej Szkole Ekonomicznej w Poznaniu. Na tej samej uczelni odbył studia podyplomowe z organizacji i zarządzania oraz marketingu. Uzyskał także stopień generalnego dyrektora górniczego.
W latach 1969–1997 pracował kolejno w Zakładach Rowerowych „Romet” w Jastrowiu, Zakładach Stolarki Budowlanej w Mikołajkach, Kombinacie Budowlanym w Pile, Centrali Rybnej w Koszalinie, Zakładach Naprawczych Taboru Kolejowego w Pile (jako zastępca dyrektora ds.ekonomicznych), Przedsiębiorstwie Poszukiwań Nafty i Gazu w Pile (jako dyrektor). Powrócił do tego zakładu po zakończeniu działalności parlamentarnej (jako kierownik działu kadr). Był członkiem Polskiego Towarzystwa Ekonomicznego.
Od 1966 do 1990 należał do Polskiej Zjednoczonej Partii Robotniczej, w której pełnił funkcje II sekretarza komitetu zakładowego przy PPN w Pile, członka i członka egzekutywy komitetu miejsko-gminnego w Mikołajkach (1974–1976). Był absolwentem Wieczorowego Uniwersytetu Marksizmu-Leninizmu. Po przemianach politycznych wstąpił do Socjaldemokracji Rzeczypospolitej Polskiej, w której władzach zasiadał. Przystąpił do Sojuszu Lewicy Demokratycznej, pełnił funkcję wiceprzewodniczącego rady wojewódzkiej w Poznaniu oraz przewodniczącego rady powiatowej partii w Pile. W latach 1993–2005 zasiadał przez trzy kadencje w Senacie RP, reprezentując województwo pilskie i okręg pilski. W IV kadencji (1997–2001) pełnił funkcję wicemarszałka Senatu, w V kadencji (2001–2005) przewodniczył Komisji Emigracji i Polaków za Granicą, był również członkiem Komisji Regulaminowej, Etyki i Spraw Senatorskich. W 2005 nie został ponownie wybrany do Senatu RP, rok później uzyskał mandat radnego rady miejskiej w Pile, w której pełnił funkcję przewodniczącego komisji budżetu. W 2009 bez powodzenia kandydował do Parlamentu Europejskiego, w 2010 do Sejmiku Województwa Wielkopolskiego, a w 2014 do rady miejskiej Piły.
Pochowany na cmentarzu komunalnym w Pile.

## Odznaczenia
Odznaczony Brązowym, Srebrnym i Złotym (1996) Krzyżem Zasługi.

## Życie prywatne
Syn Kazimierza i Zuzanny. Był żonaty z Janiną, miał dwóch synów.